# Saint-Jean-de-Savigny
Saint-Jean-de-Savigny is een gemeente in het Franse departement Manche (regio Normandië) en telt 278 inwoners (1999). De plaats maakt deel uit van het arrondissement Saint-Lô.

## Geografie
De oppervlakte van Saint-Jean-de-Savigny bedraagt 7,5 km², de bevolkingsdichtheid is 37,1 inwoners per km².
De onderstaande kaart toont de ligging van Saint-Jean-de-Savigny met de belangrijkste infrastructuur en aangrenzende gemeenten.

## Demografie
Onderstaande figuur toont het verloop van het inwonertal (bron: INSEE-tellingen).

1. ↑  Populations de référence 2022.